# Islas Amirante
Las islas Amirante (también, islas Amirantes o Almirantes) son un conjunto de islas coralinas y atolones que se encuentran en el océano Índico y que forman parte del conjunto de islas exteriores del archipiélago de las Seychelles.
Las islas Almirante se ubican a unos 230 km al suroeste de la isla de Mahé, del archipiélago de las Seychelles, y a unos 650 km al noreste de la república de Madagascar. A unos 90 km al sur de las Amirante se encuentra el grupo de islas Alphonse las que a veces en forma incorrecta son consideradas parte de las Amirantes.
Las islas del grupo son:
| Nombre                       | Tipo               | Superficie (km²) | Población | Densidad (hab/km²) |
| ---------------------------- | ------------------ | ---------------- | --------- | ------------------ |
| Banco Africano               | cayo               | 0,3              | 0         | 0                  |
| Isla de Arros                | cayo               | 1,5              | 15        | 10                 |
| Arrecife Bertaut             | cayo               | 0.002            | 0         | 0                  |
| Cayo Boudeuse                | cayo               | 0,01             | 0         | 0                  |
| Isla Desnœufs                | cayo               | 0.35             | 0         | 0                  |
| Isla Desroches               | atolón             | 3,24             | 50        | 15,43              |
| Cayo Étoile                  | cayo               | 0,01             | 0         | 0                  |
| Arrecife Lady Denison-Pender | Arrecife sumergido | 0                | 0         | 0                  |
| Isla Marie Louise            | cayo               | 0.526            | 15        | 28,52              |
| Islas Poivre                 | atolón             | 2,48             | 10        | 4,03               |
| Isla Remire                  | cayo               | 0,27             | 0         | 0                  |
| Arrecife Remire              | Arrecife sumergido | 0                | 0         | 0                  |
| Atolón Saint-Joseph          | atolón             | 1,21             | 10        | 8,26               |
| Islas Amirante               | archipiélago       | 9.9              | 100       | 10,1               |

## Historia
Las islas Amirantes fueron descubiertas por Vasco da Gama durante su segundo viaje a la India en 1502, bautizadas por él mismo como "Ilhas do Almirante" (Islas del almirante) en su propio honor. Es posible que la existencia de las islas ya hubiera sido conocida por los comerciantes árabes e indios.
En 1742 Francia proclamó su dominio sobre las islas junto con las Seychelles. La posesión formal fue efectivizada en el año 1756. Mediante el Tratado de París (1814), la soberanía sobre las islas pasó oficialmente a los británicos, siendo parte de Mauricio. En 1909, las Seychelles se constituyeron en una colonia separada, que incluía las Amirantes. El 8 de noviembre de 1965, el Reino Unido separó a la isla Desroches de las Seychelles para formar parte del recién creado Territorio Británico del Océano Índico. El propósito era permitir la construcción de bases militares para beneficio mutuo del Reino Unido y de Estados Unidos. El 23 de junio de 1976, la isla Desroches fue devuelta a las Seychelles al adquirir estas su independencia.